# NGC 3062
NGC 3062 ist eine linsenförmige Galaxie mit ausgedehnten Sternentstehungsgebieten vom Hubble-Typ SAB0-a im Sternbild Sextant südlich der Ekliptik. Sie ist schätzungsweise 363 Millionen Lichtjahre von der Milchstraße entfernt und hat einen Durchmesser von etwa 65.000 Lichtjahren. 
Im selben Himmelsareal befindet sich u. a. die Galaxie NGC 3044.
Das Objekt wurde am 30. April 1864 von Albert Marth entdeckt.